# Еліс Сіболд
Еліс Сіболд (англ. Alice Sebold; 6 вересня 1963, Медісон) — американська письменниця. Авторка трьох опублікованих книг: «Щаслива» (1999), «Милі кості» (2002) та «Майже місяць» (2007).

## Біографія
Сіболд народилася у Медісоні, Вісконсин. Виросла на передмісті Філадельфії, де її батько викладав іспанську в Пенсильванському університеті. 1980 року закінчила середню школу Грейт Воллі, що в Малверні, Пенсільванія. Рано-вранці, 8 травня 1981 року, будучи першокурсницею Сірак'юського університету, по дорозі додому з кампуса (університетського містечка) її зґвалтували, коли вона переходила через парк. Нападник затягнув Еліс до тунелю, де жорстоко зґвалтував її, а тоді помочився на неї та по-звірячому побив. Вона поскаржилась у поліцію. Ті взяли її заяву та розпочали розслідування, але так і не встановили жодного підозрюваного.
Перед тим, як повернутися до університету, щоб здобути диплом бакалавра та вивчати письменницьку майстерність, Сіболд декілька місяців провела вдома, в Месачусеці. 5 жовтня 1981 року, спускаючись вниз вулицею поблизу сарак'юського кампуса, вона впізнала свого ґвалтівника. Еліс сповістила в поліцію та посвідчила проти свого кривдника в суді; його визнали винним та ув'язнили. 2021 року стало відомо, що Ентоні Бродвотер, якого засудили на шістнадцять років за зґвалтування письменниці, виявився невинним і був виправданий у суді. 
Після закінчення Сарак'юського університету, аби здобути диплом магістра Сіболд на короткий час вступила до Г'юстонського університету, Техас. Згодом переїхала до Манхетина, де й провела наступні десять років. Переслідуючи письменницьку кар'єру, вона мусила працювати офіціанткою, але ані її поезія, ані спроби написати роман не були успішними. Вона також задля відпочинку почала вживати героїн. Сіболд розповіла про своє зловживання психоактивними субстанціями студентам на гуртку «Вечір фантастики»: «Я вчинила багато речей, якими мало горджуся. Не вірю, що могла так чинити.»
Переїхавши з Нью-Йорка до Південної Каліфорнії, вона стала доглядачем художньої колонії. Заробляючи 386 доларів на місяць, Еліс жила в хатині, в лісі, де не було електрики.. 1998 року вона таки здобула ступінь магістра мистецтв у Каліфорнійському університеті.

## Письменницька кар'єра
Письмове університетське завдання Себолд на десять сторінок переросло у її першу книгу — «Щаслива», яка вийшла у Нью-Йорку 1999 року. Перший начерк книги мав вигляд белетризованої версії історії про її зґвалтування; навчаючись на магістратурі, Сіболд перетворила книгу на «стражданні мемуари». Заголовком книги Сіболд завдячує полісмену, який назвав її щасливою через те, що вона вижила, адже у тому ж тунелі вже якось вбили та розчленували одну дівчину.
Коли Еліс виповнилося 33, вона почала писати роман під назвою «Чудовиська», що розповідав про зґвалтування та вбивство чотирнадцятирічної дівчинки. Розповідь базується на усвідомленні, що «в межах приміського світу, де я виросла, було стільки ж дивних історій, як і в більш романтизованих частинах світу». Роман урешті-решт отримав назву «Милі кості» та здобув премію Брема Стокера. Ставши бестселером, 2009 року книгу екранізували під однойменною назвою.
Третьою книгою Сіболд став роман «Майже місяць», який починається такими словами: «Врешті-решт убити свою матір виявилось не так вже й складно».

## Особисте життя
Була одружена зі Гленом Девідом Голдом. Живе у Сан-Франциско.

## Громадська діяльність
У 2018 р. підписала звернення Американського ПЕН-центру на захист українського режисера Олега Сенцова, політв'язня у Росії.